# تجاوز به لوکرس
تجاوز به لوکرسیا عنوان شعر روایی یا داستان منظومی است که در سال ۱۵۹۴ شده توسط ویلیام شکسپیر، در مورد لوکرسیای افسانه‌ای به نظم کشیده شده‌است. شعر روایت گونه یا داستان منظوم قبلی شکسپیر، منظومه معروف ونوس و آدونیس بود که در سال ۱۵۹۳ خلق شده بود و طی آن شعر، شکسپیر نامه‌ای نیز به حامی خویش نوشته بود و در آن، خطاب به ارل ساوت هامپتون، وعده داده بود که برای وی به‌عنوان «قلم‌زن موظف» کار نویسندگی انجام خواهد داد. بر این اساس، تجاوز به لوکرسیا فاقد لحن طنز آمیزی است که شعرهای پیش از آن دارند.